# 洪武之治

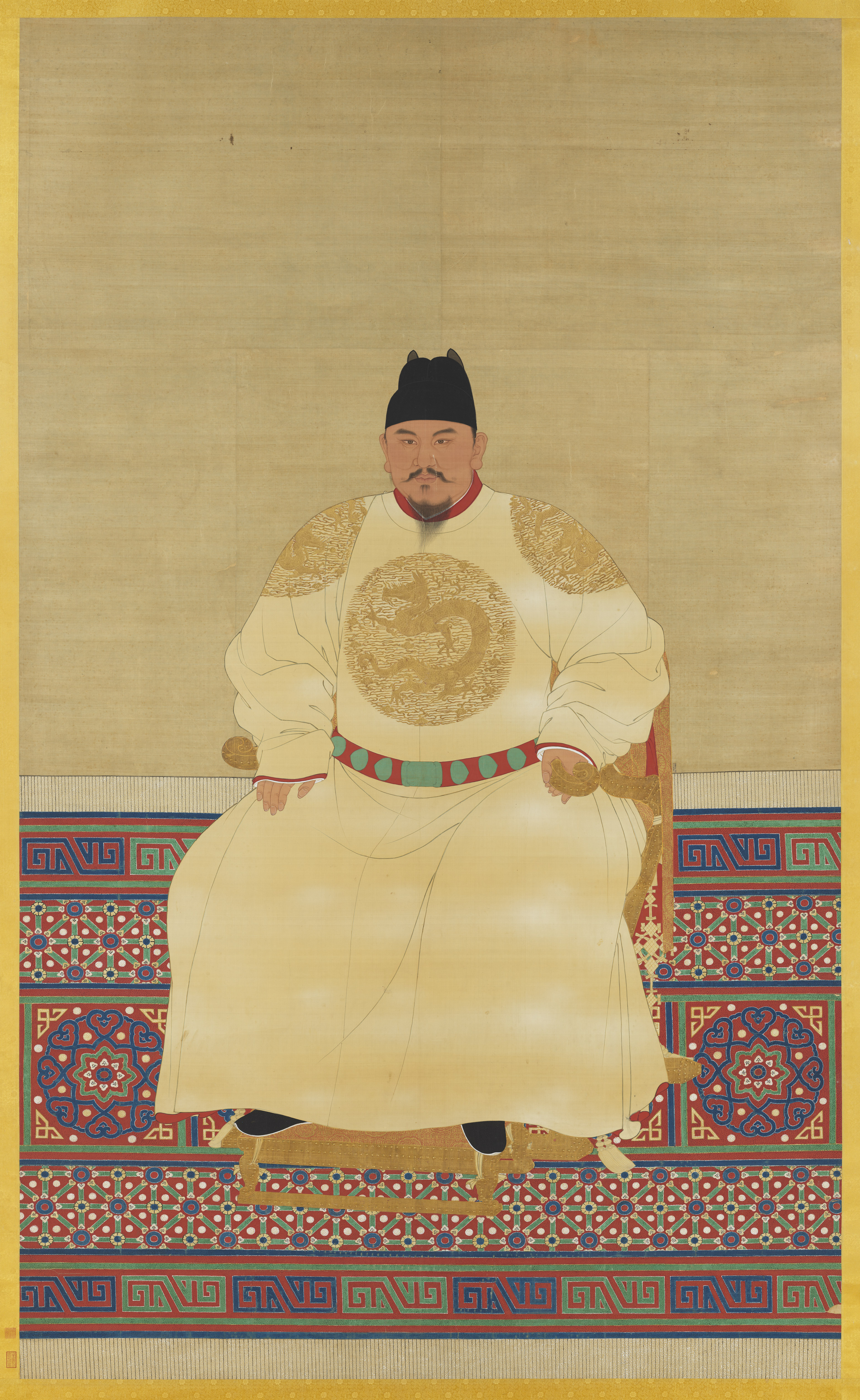
明太祖朱元璋

洪武之治是指明朝明太祖在位时期（1368—1398年）的治世。明太祖统治期间，以洪武作為年號。建立明朝之后天下甫定，朱元璋改革吏治加強集權，并实行了一系列休养生息、发展农业和工商业生产的措施，登记人口有所增加以及经济有所增長，史称「洪武之治」。

## 政治

### 改革官制及廢丞相
朱元璋建立明朝初期中央和地方的政治建制承袭元朝。中央设中书省，地方设行中书省。中书省是「百司纲领，总率郡属」，行中书省则总管一省军、政、司法。然后发现决心加以着手改革吏治，他首先废除某某等处行中书省，设立承宣布政使司、都指挥使司和提刑按察使司，分别担负行中书省的职责，三者分立又互相牵制，防止了地方权力过重 。
1380年（洪武十三年），朱元璋罢中书省，分相权于六部。六部尚书直接对皇帝负责，执行皇帝的命令。其后，进一步宣布不许再议置丞相。秦汉以来行之一千六百年的宰相制度，从此废除。

### 整顿吏治
明朝初年的监察机关称为御史台。1382年（洪武十五年）御史台改称都察院，长官有左右都御史等，负责弹劾百司。都察院下设十三道监察御史，纠察内外官员。监察御史正七品，官阶虽低，威权却重，外出巡查，号「代天子巡狩"。此外还按六部的建制，设立六科给事中，负责稽查各部，驳正章疏违误。
朱元璋即位后在全国掀起了“反贪官”运动，矛头直指中央到地方的各级贪官污吏。首先，朱元璋对贪污六十两银子以上的官员格杀勿论。从地方县、府到中央六部和中书省，只要是贪污，不管涉及到谁，决不心慈手软，一查到底。其次，朱元璋敢于从自己身边“高干”开刀，郭桓案、空印案就是典型案例。而驸马欧阳伦因「数遣私人贩茶出境」牟取暴利而被朱元璋赐死。朱元璋制定整肃贪污的纲领《大诰》下令全国广泛宣传这本书，他还叫人节选抄录贴在路边显眼处和凉亭内，让官员读后自律，让百姓学后对付贪官 。还有就是允许民间百姓上访，允许百姓扭送不法官吏。上访，在明朝，受到了朝廷的保护，不仅如此，对于应当接访而没有接访处理的上级官员，亦要依法论处。严惩贪官污吏收到了强烈震慑作用，但贪官现象始终未根除。

### 勤政廉政
据史书的记载，从洪武十八年（1385年）九月十四日至二十一日，朱元璋审批阅内外诸司奏札共一千六百六十件，处理国事计三千三百九十一件，平均每天要批阅奏札二百多件，处理国事四百多件。
朱元璋的节俭，在历代皇帝中也堪称登峰造极。当了皇帝后，他每天早饭，「只用蔬菜，外加一道豆腐」。

## 军事

### 改革军制
1380年，朱元璋改大都督府为中、左、右、前、后五军都督府，分领在京各卫所和在外各都司。军官的选授权在兵部，而军队的调遣和最高指挥权则在皇帝。打仗时，兵部奉旨调兵，并秉承皇帝意旨，任命总兵将官，发给印信。战后，统兵官交还印信，士兵回归原来卫所。
在军队编制上，自京城至府县，皆立卫所。每卫五千六百人，置卫指挥使统领；每卫下辖五个千户所，每千户所有兵一千一百二十人，指挥官称千户；千户所下辖十个百户所，每百户所有兵一百二十人，指挥官称百户；百户所下辖二总旗，每总旗下又辖五小旗，一小旗十名兵士。

### 北征蒙古
为了彻底解决蒙元的残余势力，洪武帝从明朝建立开始就不断北伐。洪武二年（1369年），明军追击北元残余势力，俘虏丞相脱火赤以下一万余人，北元皇帝逃到漠北几百里外。洪武三年（1370年），明军再次北伐，于沈欲口大破元军主力王保保，俘虏文济王以及国公阎思孝、虎林赤、察罕不花、韩扎儿等十万余人。洪武二十年（1387年），明军越过长城，轻骑雪夜奔驰，偷袭元军大寨，洪武二十一年（1388年）在蒙古捕鱼儿海元军被击溃，明朝俘虏北元残余势力八万人。北元随后灭亡，蒙古黄金家族从此一蹶不振，分裂为自相残杀的鞑靼、瓦剌等部，长城沿线的兀良哈三卫和哈密国等向明朝朝贡。

## 经济

### 农业
由于元末统治者残酷的压迫和剥削，加上长期战乱，社会经济受到严重的破坏。在明初，「土地荒芜」、「居民鲜少」是个普遍现象 。朱元璋吸取蒙元灭亡的教训，实行了一系列休养生息、发展农业和工商业生产的措施，同时明朝開國力求薄稅養民，官員俸祿為歷代最低，配合朱元璋大力反貪，使民生經濟有效恢復。到洪武二十六年（1393年），登记民户达1065万户，登记人口达6500万人，垦地面积达366.7万顷。
1368年，朱元璋下令，各处荒田，农民垦种后归自己所有，并免徭役三年，原业主若还乡，地方官于旁近荒田内如数拨与耕种。同时还大力推行屯田政策。屯田主要有民屯和军屯两种。洪武年间全国军屯田不下六七十万顷。民屯包括把地少人多地区的农民移往地多人少的地区垦荒，以及招募、罪徙耕种。明初政府多次组织农民大规模兴修水利。1395年（洪武二十八年），全国府县计开塘堰40987处，浚河4162处，修陂渠堤岸5048处。这对农业生产的恢复发展起了巨大的作用。
朱元璋在经济上大力治理，洪武年间全国纳税土田总数达387.4万余顷。1381年，全国征收麦、米、豆、谷261005251石，到1393年，增至32789800石，12年间，增加了600多万石。棉花的种植比宋元时更加普遍。不仅闽、粤、赣、江南、湖广，就连北方的山东、河南、河北等地也开始大量种棉 。

### 手工业
明初，手工业以棉纺织业、製瓷业、矿冶业和造船业等的发展最为迅速。纺纱织布是明初农村的重要家庭副业。洪武年间景德镇有官窑20座，景德镇瓷器不仅产量高，而且质量好，在制瓷工艺方面取得许多新的成就。在矿冶业上，全国官营铁矿有13所。这些铁冶，除炼生铁之外，还炼熟铁和钢。同时明初的造船业曾居世界前列。
元朝关于地主打死佃户仅杖一百零七，赔烧埋银五十两了事的法令，明朝也不再沿用了。明初虽因袭元朝户籍制度，把手工业者编入匠籍，但工匠已不像在元代那样长年累月服役于官府。

### 商业
农业和手工业的发展也促进了明初商业和城市经济的繁荣。南京是当时的国都，人口近20万，人烟稠密，住宅连廓栉比，旅店一榻之室，月钱高数千。明政府为征收商税，京都设宣课司，府设税课司，州县设税课局、库。洪武年间商税较轻，“三十而取一”。明初时期还铸“洪武通宝钱”。由于铜钱份量重，价值小，不便于大量的贸易，明太祖决定发行纸币，造“大明宝钞”，禁止民间用银。
但是明朝實施海禁的原因卻源自太祖：是因為當時朝廷需要安頓內部、打擊北元，對逃到海上的張士誠、方國珍等反軍餘孽以及海盜一時騰不出手來清剿，故而下令實施海禁。這也導致明朝中末期沿海平民無以為生，倭寇之禍影響甚深，也使明朝來不及發展出資本主義。

## 文化
洪武八年（1375年），朱元璋诏令天下立社学，府、州、县每50家要设社学一所，用于招收8到15岁的民间儿童入学。儿童入学后先学习《三字经》、《百家姓》、《千字文》等，然后学习经、史、曆、算等知识，同时必须兼读《御制大诰》、明朝律令，另外还要讲习社会之礼。
在科举上明朝设科取士，定期会试，三年一科。参加科举者必须是各级学校的生员。府（州）、县生员，即所谓秀才，先赴省参加三年一次的乡试，及格者称举人。隔年，举人赴京参加会试，及格者再参加皇帝亲自主持的廷试（或称殿试），中选者为进士，分一、二、三甲。
《大明律》裡規定，禁止民間收藏禁書以及私習天文，包括玄象器物天文圖讖等物亦不得收藏，在洪武年間曾經有人因自稱能通天文而被處死：「在寧越有女子曾氏，自言能通天文，誑說災異惑眾。上以為亂民，命戮於市」。

## 社会
朱元璋对天下老年人施以尊重，颁布《存恤高年诏》。洪武二十年，朱元璋怕有关部门执行不力，就又叮嘱礼部尚书，要以皇帝的名义再次重申一下这项政策。在朝廷的要求和带动下，各地形成了尊老养老的风气，赡养老人的要求也渗透到各地家法族规之中。
为了贬抑商人，朱元璋他特意规定，农民可以穿绸、纱、绢、布四种衣料。而商人却只能穿绢、布两种料子的衣服。商人考学、当官，都会受到种种刁难和限制。

## 評價與爭議
黃宗羲在《明夷待訪錄》說：「有明之無善治，自高皇帝罷丞相始也。」他認為中国王朝兴衰总有一乱一治的循环，天下大乱时，战争使得人民无法正常从事工农业生产，强盗四起，许多人饿死或被打死，人口急剧减少。而新王朝建立后，人少地多，政府只要管理治安，则人民就会自发恢复生产，人口也会迅速增加，经济恢复到战前水平。随着人口增加，土地兼併，上层统治阶级日益腐化，人民负担沉重，如果遇到荒年，就会天下大乱。这是一个循环，恢复经济的过程只需要统治阶级减少压迫，不需要政府干预，人民的生产力自然那就会恢复。
另外，洪武年間所发生的農民起義較任何一个王朝建立初期都多：「并不轻松的赋税，加上严苛的统治，所带来的一个直接后果就是明初所发生的农民起义较任何一个王朝建立初期都多，从洪武元年到洪武三十年，各类起义层出不穷。」。據《明太祖實錄》記載，洪武朝三十多年發生了120次起義，當中有二十次發生在長江以北地區，其餘的一百次發生在江南。

## 外部連結
- 《剑桥中国明代史·洪武之治 （页面存档备份，存于）》

Template:明朝历代盛世